# Нестабильность
Нестабильность — состояние какой-либо системы (вещества, и так далее), характеризующееся неоднородностью и разновремённостью каждого из протекающих процессов и всех изменений в целом, противоположность стабильности.
Нестабильность форма наблюдаемых взаимосвязей и причинной обусловленности всех явлений, противоположная стабильному и метастабильному состоянию.
Слово «нестабильность» употребляют в различных контекстах, например нестабильность генома, нестабильность образа «Я», нестабильность ситуации в плане безопасности, и так далее.  

## Цитаты
- Признание нестабильности — не капитуляция, напротив — приглашение к новым экспериментальным и теоретическим исследованиям, принимающим в расчёт специфический характер этого мира. (Из статьи И. Пригожина).